# Modello Lambda-CDM

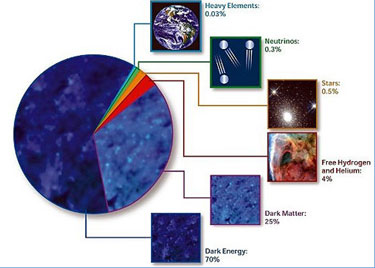
Diagramma a torta che mostra la proporzione di materia e energia nell'Universo. Secondo il modello il 95% è formato da materia oscura ed energia oscura

Il modello Lambda-CDM o ΛCDM (CDM sta per Cold Dark Matter, ossia Materia Oscura Fredda) è un modello cosmologico che riproduce in modo soddisfacente le osservazioni della cosmologia del Big Bang, spiegando in particolare le osservazioni della radiazione cosmica di fondo (CMBR), della struttura a grande scala dell'universo e delle supernovae che indicano un universo in espansione accelerata.
Essendo il modello più semplice in accordo con le osservazioni, viene indicato come l'attuale modello standard della cosmologia, secondo il criterio di economia logica.

## Descrizione
Gli elementi costitutivi sono:
- La costante cosmologica Λ (Lambda), che è l'energia oscura rappresentata dall'energia del vuoto, che spiegherebbe l'espansione accelerata dell'universo e costituirebbe circa il 68% della densità d'energia in esso contenuta.
- La materia oscura fredda, che è il concetto di materia oscura non termalizzata, non barionica e non collisionale. Questa componente rappresenterebbe il 27% circa della densità d'energia dell'universo.
- Gli atomi (costituenti i pianeti, le stelle e le nubi di gas) e i fotoni, che rappresenterebbero solo il rimanente 5% circa di tutta la massa-energia esistente.

Il modello assume una invarianza di scala nello spettro delle perturbazioni primordiali e descrive un universo senza curvatura spaziale. Inoltre assume l'assenza di topologia osservabile, in modo che l'universo sia molto più grande dell'orizzonte di particella osservabile. Queste predizioni derivano dal fatto che il modello include l'inflazione cosmica.
Queste sono le assunzioni più semplici per un modello cosmogico consistente, tuttavia i cosmologi si aspettano che non tutte vengano rispettate esattamente. In particolare l'inflazione cosmica prevede una minima curvatura spaziale, dell'ordine di 10−4 fino a 10−5, e sarebbe inoltre sorprendente una temperatura della materia oscura esattamente dello zero assoluto. In più il modello ΛCDM non dice nulla sull'origine fisica della materia oscura, dell'energia oscura e dello spettro delle perturbazioni primordiali.

## Parametri
Il modello può essere parametrizzato in termini di sei parametri. La costante di Hubble determina la velocità di espansione dell'universo, nonché la densità critica per la chiusura dell'universo, {\displaystyle \rho _{0}}. Le densità di barioni, materia oscura e energia oscura sono date dai rispettivi parametri {\displaystyle \Omega _{*}}; ad esempio, per i barioni {\displaystyle \Omega _{b}=\rho _{b}/\rho _{0}}.
Siccome il modello ΛCDM assume un universo piatto, queste densità sommate sono pari a uno, e la densità dell'energia oscura non è un parametro libero. La profondità ottica al momento della reionizzazione determina il redshift (z) della reionizzazione. Le informazioni sulle fluttuazioni sono determinate dall'ampiezza delle fluttuazioni primordiali (dall'inflazione cosmica) e l'indice spettrale, che indica come le fluttuazioni cambino con la scala ({\displaystyle n_{s}=1} corrisponde a uno spettro con invarianza di scala).
Gli errori nella tabella a seguito sono 1−σ: cioè statisticamente c'è una probabilità del 68% che il valore vero cada tra il limite superiore e inferiore. Gli errori non sono gaussiani e sono stati ricavati usando un'analisi col metodo Monte Carlo dal gruppo della Sloan Digital Sky Survey (SDSS) (Tegmark et al.), che fa uso anche dei dati della sonda WMAP (Wilkinson Microwave Anisotropy Probe).
| Parametro              | Valore                      | Descrizione                                             |
| Parametri fondamentali |                             |                                                         |
| H0                     | 69,5+3,9 −3,1 km s−1 Mpc−1  | parametro di Hubble                                     |
| Ωb                     | 0,0480+0,0072 −0,0067       | densità barionica                                       |
| Ωm                     | 0,301+0,045 −0,042          | densità della materia totale (barioni + materia oscura) |
| τ                      | 0,124+0,083 −0,057          | profondità ottica alla reionizzazione                   |
| As                     | 0,81+0,15 −0,09             | ampiezza delle fluttuazioni scalari                     |
| ns                     | 0,977+0,039 −0,025          | indice spettrale                                        |
| Parametri derivati     |                             |                                                         |
| ρ0                     | 0,91+0,10 −0,08×10−26 kg/m³ | Densità critica                                         |
| ΩΛ                     | 0,699+0,042 −0,045          | Densità di energia oscura                               |
| zion                   | 14,4+5,2 −4,7               | red-shift della reionizzazione                          |
| σ8                     | 0,917+0,090 −0,072          | Ampiezza di fluttuazioni della galassia                 |
| t0                     | 13,55+0,21 −0,23×109 anni   | Età dell'universo                                       |

## Estensioni
È possibile estendere il modello ΛCDM, ad esempio includendo la quintessenza al posto della costante cosmologica. In questo caso, cambia l'equazione di stato dell'energia oscura. L'inflazione cosmica predice fluttuazioni tensoriali (onde gravitazionali). Altre modifiche riguardano ad esempio una curvatura spaziale non nulla o variazioni dell'indice spettrale (che però non sarebbero consistenti con l'inflazione).
Considerare anche queste modifiche in generale aumenta gli errori nei parametri sopra riportati e potrebbe anche variare leggermente i valori osservati.
| Parametro | Valore              | Descrizione                      |
| w         | −1,05+0,13 −0,14    | Equazione di stato               |
| r         | < 0,90 (2σ)         | Rapporto tensore-scalare         |
| Ωk        | 0,086+0,057 −0,128  | Curvatura spaziale               |
| α         | −0,075+0,047 −0,055 | Variazione dell'indice spettrale |

Questi valori sono coerenti con una costante cosmologica, {\displaystyle w=-1}, e curvatura spaziale nulla.